# Lengsham
Lengsham ist ein Ortsteil des Marktes Triftern im niederbayerischen Landkreis Rottal-Inn. Bis 1971 bildete es eine selbstständige Gemeinde.

## Lage
Lengsham liegt am Altbach etwa zwei Kilometer nordöstlich von Triftern an der Staatsstraße 2324.

## Geschichte
Im Konskriptionsjahr 1752 gehörte Lengsham zur Obmannschaft Voglarn im Pfleggericht Reichenberg, wobei die einzelnen Anwesen den Inhabern verschiedener Hofmarken unterstanden. 1818 wurde die landgerichtische Gemeinde Lengsham im Steuerdistrikt Anzenkirchen geschaffen, zu der ursprünglich auch Anzenkirchen als Gemeindeteil gehörte. 1902 wurde das Schlösschen Hoftriftern aus der Gemeinde Lengsham gelöst und der Gemeinde Triftern einverleibt. 1905 wurde Anzenkirchen mit anderen Ortsfluren aus der Gemeinde Lengsham abgetrennt und der Gemeinde Loderham angeschlossen. So umfasste die Gemeinde Lengsham 1964 noch die Ortsteile Berndlberg, Haselbach, Kauflanden, Oberplaika, Unterplaika und Staudenhäusl. Zum 1. Januar 1971 wurde die Gemeinde Lengsham im Zuge der Gebietsreform in Bayern in den Markt Triftern eingemeindet. 1987 hatte Lengsham 178 Einwohner.

## Sehenswürdigkeiten
- Filialkirche St. Koloman. Das spätgotische Bauwerk erhielt 1715 Stichkappentonnen über kannelierten Pilastern und einen eingezogenen Chorbogen. Das Westjoch und der Turm entstanden 1898. Der Hochaltar hat neubarocke Formen mit klassizistischem Einschlag.

## Vereine
- Bikerstammtisch Anzenkirchen-Lengsham
- Freiwillige Feuerwehr Lengsham
- Jagdgenossenschaft Lengsham
- Stockschützenverein Lengsham
- Lengsham E-Sports Verein